# Jean Schmidt
Jeannette Marie Hoffman Schmidt, detta Jean (Cincinnati, 29 settembre 1951), è una politica statunitense, membro della Camera dei Rappresentanti per lo stato dell'Ohio dal 2005 al 2013.
La Schmidt è la seconda donna repubblicana proveniente dall'Ohio ad essere eletta senza connessioni di tipo familiare; è inoltre la prima donna a rappresentare al Congresso l'area urbana di Cincinnati.
Politicamente è contraria all'aborto e ha votato a favore dei tagli alle tasse proposti dal Presidente Bush.
Nel 2009 si è definita d'accordo con chi sostiene che Barack Obama non potesse essere nominato Presidente per via della sua dubbia cittadinanza.
Nel 2012 venne sconfitta nelle primarie repubblicane da Brad Wenstrup e dovette abbandonare la Camera dopo sette anni di servizio.